# Caffeicoltura in Guatemala
La caffeicoltura in Guatemala ha cominciato a svilupparsi nel corso degli anni 1850; il caffè rimane a tutt'oggi un elemento importante dell'economia del paese.
Il Guatemala è stato il principale produttore di caffè dell'America centrale per la maggior parte del XX secolo e ancora ha continuato ad esserlo al principio del XXI, fino a quando non ha subito il sorpasso da parte dell'Honduras nel 2011. L'export illegale in direzione oltre che dell'Honduras anche del Messico non si riflettono nella statistica ufficiale.

## Geografia
La temperatura più adatta per una crescita sana e una raccolta abbondante è quella tra i 16 e i 32 °C, nei terreni situati ad un'altitudine tra i 500 e i 700 m sul livello del mare; le piante giovani debbono essere ombreggiate. Nelle zone con un'altitudine di 1.500 m le piantagioni abbisognano di essere protette dai venti freddi provenienti da Nord; per la maggior parte sono comunque situate non troppo oltre questa soglia.

## Storia
L'industria caffeicola iniziò ad assumere una consistenza preponderante tra gli anni 1850 e 1860, per lo più mescolando la sua coltivazione con quella della Dactylopius coccus (insetto da cui si ricava il colorante detto cocciniglia). Piccole piantagioni fiorirono nelle aree periferiche attorno ad Amatitlán e Antigua Guatemala, nel Sudovest del paese.
La crescita fu in ogni caso lenta e causa della mancanza di conoscenze specifiche e della tecnologia necessaria. Molti piantatori dovettero fare affidamento su prestiti - anche familiari - per poter finanziare le loro "Fincas" (la masseria). La produzione col tempo divenne sempre più proprietà di aziende straniere le quali mantennero il potere finanziario di acquisto, ma anche quello di provvedere nel fornire finanziamenti adeguati.
Una grave carenza di manodopera fu il principale ostacolo per un rapido aumento di produttività. Nel 1887 si raccolsero 22 milioni di kg, nel 1891 la quantità fu superiore ai 24 milioni; dal 1879 al 1883 il paese esportò 133.027.289 kg. Nel 1902 le colture maggiormente vaste poterono essere impiantate sul tratto costiero meridionale.
Un gran numero di ettari di terreno fertile vennero adattati per la caffeicoltura; inoltre le varietà prodotte nelle regioni temperate ebbero una qualità decisamente migliore. Si coltivò il caffè anche nei dintorni di Città del Guatemala, a Chimaltenango, a San Cristóbal Verapaz e a Santa Cruz Verapaz; ma la maggior parte delle colture si situarono nel dipartimento di Guatemala, nel dipartimento di Sacatepéquez, nel dipartimento di Sololá, nel dipartimento di Retalhuleu, nel dipartimento di Quetzaltenango, nel dipartimento di San Marcos e nel dipartimento di Alta Verapaz.

## Anacafé
L'Anacafé (Associación Nacional del Café) è stata fondata nel 1960 come aggregazione che rappresenta tutti i produttori; è stata avviata dai precursori dell'International Coffee Organization come un modo per centralizzare la statistica della raccolta annuale. Essa ha continuato il lavoro de "La Oficina Central del Café" a sua volta costituito nel 1928 e gestito dal governo centrale.
Anacafé ha istituito un marchio guatemalteco e ha definito 8 zone caffeicole sotto lo slogan "Un arcobaleno delle scelte". Queste sono: la "valle di Acatenango", il "caffè di Antigua", l'"Atitlan tradizionale", la "foresta pluviale Coban", l'"altopiano di Fraijanes", l'"Huehue dell'altopiano", il "nuovo Oriente" e il "vulcano San Marcos".
Ha inoltre costruito i laboratori di caffè "Analab", ha istituito un programma denominato "funcafé" per i bambini e pubblica El Cafetal, una rivista specializzata. L'organizzazione rappresenta lo Stato nelle riunioni dell'"Organizzazione internazionale" e riceve un reddito solo dalle spese di servizio per gli oggetti e i souvenir esportati in correlazione al caffè.

## Questioni lavorative
La ricerca ha dimostrato che alcuni produttori guatemaltechi hanno utilizzato il lavoro minorile nel 2013, questo secondo il Dipartimento del Lavoro degli Stati Uniti d'America.